# Étoile filante
Pour les articles homonymes, voir Étoile filante (homonymie) et Étoile (homonymie).

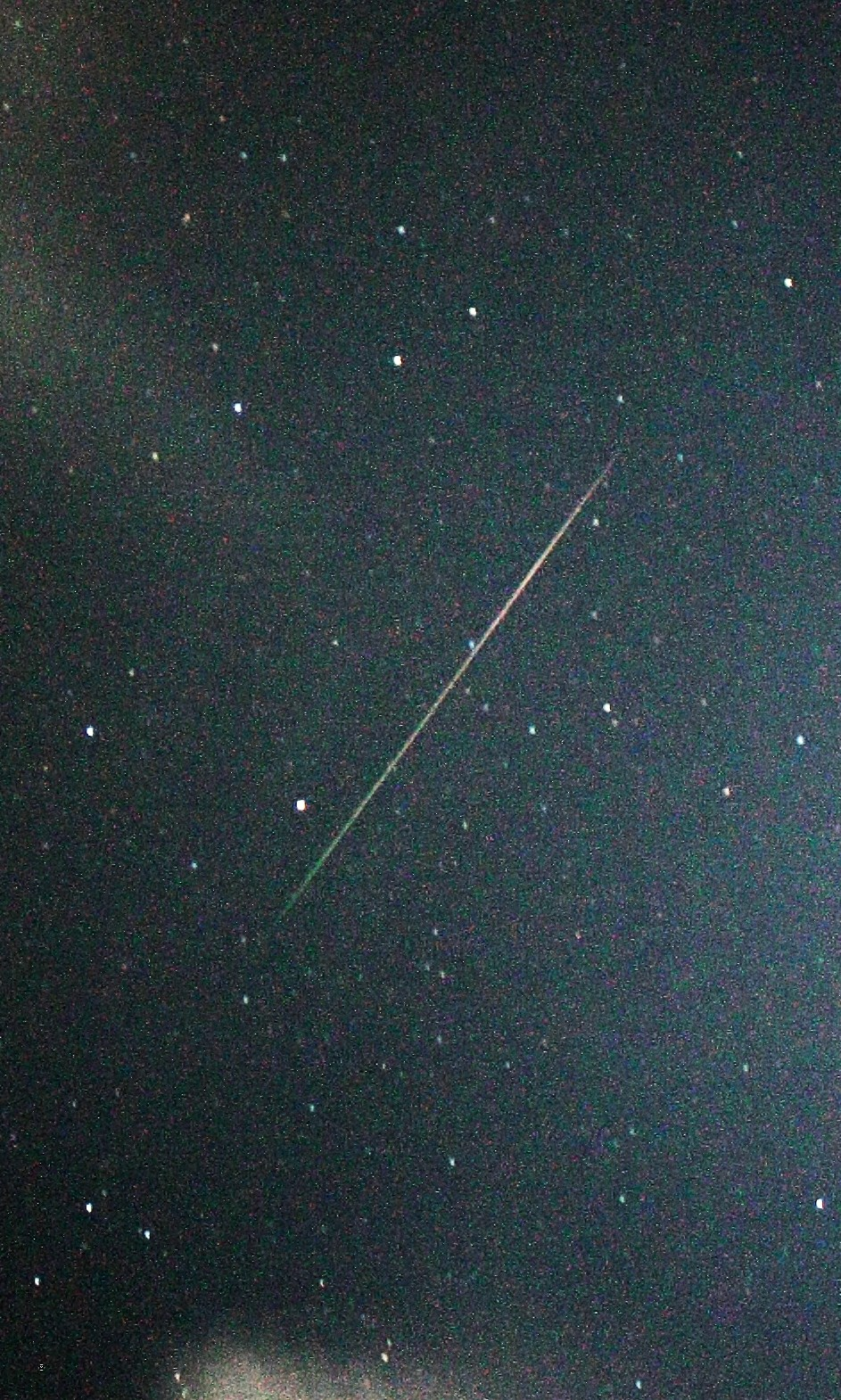
Traînée verte (Mg) et rouge (Ca) d'une perséide.

Video d'une étoile filante des Perséides.

Une étoile filante est le phénomène lumineux qui accompagne l'entrée atmosphérique d'un météoroïde de petite taille, typiquement submillimétrique, le plus souvent d'origine cométaire. Cet objet se déplaçe au niveau terrestre à une vitesse pouvant atteindre 42 km/s dans un référentiel lié au Soleil. La Terre se déplaçant à une vitesse de 30 km/s sur son orbite, la vitesse relative peut atteindre 72 km/s dans le cas d'une collision frontale pour un objet ayant une trajectoire rétrograde.

## Essaims météoritiques et étoiles filantes sporadiques
Chaque année à la même période, l'orbite de la Terre croise des nuages de poussières laissés par des comètes : les essaims météoritiques.
Cela provoque des pluies de météores, appelées aussi pluies ou averses d'étoiles filantes. Il est à noter que le terme d'essaim d'étoiles filantes est souvent employé pour désigner aussi bien la pluie de météores que le nuage de poussières cométaires. Certaines observations concernent des évènements isolés : on parle d'objets « sporadiques ».
Par un effet de perspective, les étoiles filantes semblent toutes provenir du même point du ciel. On appelle ce point imaginaire le radiant.
Ces pluies périodiques d'étoiles filantes portent un nom dérivé de la constellation où se trouve leur radiant. Ainsi, les Perséides (visibles en août) ont leur radiant dans la constellation de Persée.
Le nombre de météores d'un essaim est très variable. Ainsi celui des Léonides peut donner lieu à des pluies de météores très intenses. Cette intensité varie dans le temps en fonction des trajectoires respectives de l'essaim et de la Terre. On observe une fluctuation pluri-décennale superposée à une dérive pluri-centennale. Par exemple les Léonides ont un maximum tous les 33 ans environ.
L'observation judicieuse des essaims se fait en regardant à 45° du radiant (compromis entre la durée du phénomène et la longueur des traînées).
Les plus petites particules, non visibles à la rentrée et très fortement freinées, peuvent survivre. Pour ces particules on parle de poussière cométaire ou micrométéorite. Leur collection dans la stratosphère ou dans les glaces polaires permet de les décrire comme des agrégats de particules de taille submicronique constitués d'une matière analogue à celle des chondrites carbonées. 

## Mécanismes mis en jeu
Lors de l'entrée l'objet est dans un premier temps pulvérisé par impact (sputtering) des molécules atmosphériques, essentiellement azote moléculaire, oxygène atomique et argon pour la tranche d'altitude comprise entre 80 et 200 km dans laquelle se produisent les phénomènes.
L'énergie transmise au corps est suffisante pour faire fondre puis vaporiser celui-ci. Le gaz formé s'échappe de la surface à vitesse supersonique. Sa détente dans le milieu très peu dense produit alors un écoulement complexe. Dans un repère lié au corps on a :
- une région proche de la surface où le milieu est dense, offrant une protection contre le milieu extérieur (« bouclier ») ;
- une région peu dense interagissant avec les atomes et molécules incidentes, créant un milieu hors équilibre thermodynamique constitué de trois populations distinctes : particules incidentes constituant un faisceau quasi-isoénergétique (la vitesse thermique est très inférieure à la vitesse de l'objet), particules issues de la surface, peu énergétiques, n'ayant pas eu d'interaction avec les particules incidentes mais pouvant ne pas suivre la loi de distribution des vitesses de Maxwell (effet de la détente), et particules issues d'un ou plusieurs impacts, ces dernières se retrouvant souvent dans un état excité.

La désexitation de ces particules ou de celles issues du phénomène de sputtering produit un rayonnement observable. Cela concerne l'oxygène atomique neutre ou ionisé, l'azote atomique (obtenu après collision) mais aussi des éléments issus de l'objet en faible quantités mais dont la durée de vie de l'état excité en font des sources visibles (Li, Na, Mg, Al, Si, Ca, Ti, Cr, Mn, Fe, Co, Ni, Sr), certaines identifiables par leur couleur (voit photo). Cette zone d'émission accompagne visuellement la trajectoire sur des centaines de mètres de longueur et un diamètre de plusieurs dizaine des mètres.
Des simulations numériques ont montré un autre phénomène lié à la constitution de l'objet qui a perdu sa composante volatile à l'approche de l'orbite terrestre. Les particules qui constituent l'agrégat sont peu liées entre elles : l'objet peut se déformer dès 200 km d'altitude et se désagréger vers 120 km (ce dernier chiffre étant lié aux conditions d'entrée). Le mouvement de l'objet induit est susceptible d'expliquer les fluctuations de lumière émise à des fréquences supérieures à 100 Hz et son délitement la rémanence du sillage de certains objets parmi les plus lents.
Ces phénomènes se passent généralement entre 200 et 80 kilomètres d'altitude, seuls les objets de taille millimétrique atteignant cette dernière altitude.

## Effets de l'ionisation
L'ionisation du sillage du bolide permet d'augmenter brièvement et localement les propriétés de transmission de l'ionosphère (« meteor scatter ») dans la couche de Kennelly–Heaviside et d'effectuer une liaison par météore trans-horizon dans la bande VHF.
Ce phénomène a été utilisé pour la transmission du signal dans les transmissions militaire (programme COMET, COmmunication by MEteor Trails) ou civiles (programme SnoTel, Snow Telemetry,). Il est également utilisé par les radioamateurs et permet d'« écouter » la chute d'étoiles filantes en réglant un récepteur radio sur une station VHF normalement inaudible à cause de son éloignement de plusieurs centaines à plusieurs milliers de kilomètres,